# Cá bỗng
Cá bỗng hay cá dốc (Danh pháp hai phần: Spinibarbus denticulatus) là loài cá thuộc họ Cá chép. Cá bỗng đực có thể dài đến 41,5 cm. Trong văn hóa bình dân, loài cá này được người dân ở Thanh Hóa gọi là Cá thần với những đàn cá sống ở Suối Cá thần, người Mường gọi là "cá Phốôc" (cá phốc), do tâm linh mê tín nên người dân Thanh Hóa không ăn loại cá này nhưng ở những nơi khác thì nó là đặc sản. 

## Phân bố
Loài này có phân bố trong khu vực Đông Nam Á, và được biết đến từ các con sông trên đảo Hải Nam (Trung Quốc), đông nam Trung Quốc, Lào và Việt Nam. Tại Việt Nam, nó phân bố từ sông Thạch Hãn (sông Quảng Trị) tỉnh Quảng Trị tới lưu vực sông Lam tại các tỉnh Hà Tĩnh và Nghệ An. Tại Lào nó được biết đến từ sông Nậm Ma (sông Mã).
Theo tác giả Trong Yue et al. (2000) người ta mô tả 3 phân loài của S. denticulatus tại Trung Quốc, bao gồm:
- S. d. denticulatus được biết đến từ sông Nguyên Giang (sông Hồng), Châu Giang và các con sông trên đảo Hải Nam;
- S. d. yunnanensis được biết đến từ hồ Dương Tông Hải và Phủ Tiên (tỉnh Vân Nam);
- S. d. polylepis được biết đến từ sông Nam Bàn (thượng nguồn sông Châu Giang).

## Ở Việt Nam
Từ khi phát hiện ra Suối cá thần người dân trong bản đã lập ban thờ bên cạnh khu vực hang động nằm cách suối cá 10m để thờ Thần Cá. Những câu chuyện ly kỳ xung quanh suối cá thần là đề tài thu hút khách thập phương. Người dân tin rằng sự sung túc của bầy cá là biểu tượng của sự bình yên, no ấm, và suối cá rất linh thiêng, ai dám bắt và ăn thịt các loại cá trên dòng suối này là xúc phạm đến thần linh gây tai họa cho mình và cả cộng đồng Ở Thanh Hóa, do yếu tố tâm linh nên người ta không được ăn loại cá này khiến cho đàn cá được bảo vệ và ngày càng nhiều lên, còn ở Hà Giang, Yên Bái, Hòa Bình, Tuyên Quang thì cá Bỗng được nuôi nhiều và khá đại trà, những con nhỏ họ dùng để ăn, những con to được bán với giá rất đắt do thịt chúng ngon. Cá bỗng còn là đặc sản ở các vùng núi phía Bắc, được bán với giá đắt